# Pražská skupina školní etnografie

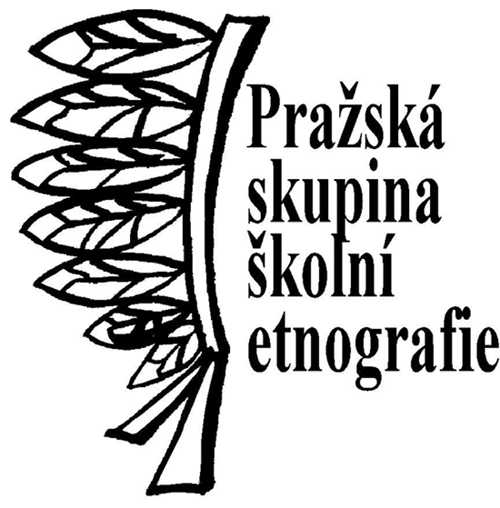
PSSE

Pražská skupina školní etnografie (zkráceně PSŠE) byla založena v roce 1991 několika psychology, pedagogy a etnology s cílem vstoupit do českých základních škol jako do neznámého či exotického „domorodého“ prostředí a deskriptivně ho zprostředkovat veřejnosti. Šlo o reakci na preskriptivnost v pedagogických výzkumech, zejména ze strany reformních hnutí. Skupina působila jako celek zhruba do roku 2005.

## Zaměření výzkumu
Celkový postoj se opíral o interakcionismus britské školní etnografie (např. Peter Woods navštívil několik škol v terénu skupiny), myšlenkově podstatný byl i vliv americké antropologie výchovy, zdůrazňující zkoumání transmise kultury ve škole bez snahy o explicitní nebo implicitní propagaci sociálních nebo didaktických alternativ. Skupina určitou dobu spolupracovala s francouzským týmem ESCOL (Bernard Charlot, Élisabeth Bautier a Jean-Yves Rochex), během níž se zejména porovnávaly odpovědi českých a francouzských žáků v tzv. poznatkových bilancích. Někteří členové se dnes podílejí na mezinárodních publikacích italské badatelky Francescy Gobbo.
První výzkumná zpráva „Co se v mládí naučíš...“ (Dana Bittnerová, Hana Kasíková, Miroslav Klusák, Miloš Kučera, Karel Pavlica, Miroslav Rendl, Věra Semerádová, Alena Škaloudová, Stanislav Štech, Ida Viktorová)[kde?] byla publikována v roce 1992. (Pro zjištění posunu ve školách v roce 2004 pak vyšla replika výzkumu jako Čeští žáci po deseti letech[zdroj?], už v jiném složení skupiny.) Chronologicky následovaly Typy žáků (1993)[zdroj?] a výzkum na zadání děkanátu Pedagogické fakulty Univerzity Karlovy Pedagogická fakulta očima studentů (1994)[zdroj?]. Do studie Stát se učitelem (1994)[zdroj?] zapojil koordinátor studie Stanislav Štech i badatele mimo skupinu.
Od roku 1993 prováděla skupina longitudinální výzkum (stále týchž) školních dětí, postupujících od své 1. do 9. třídy (3 tříleté projekty GAČR pro skupinu získali nejprve Věra Semerádová a poté Miroslav Rendl). Výroční zprávy z výzkumu byly zveřejňovány na internetu, publikována z nich byla vydavatelstvím Pedagogické fakulty nejdelší 1. třída (1998)[zdroj?] a dále Profi-volba z deváté třídy (2005)[zdroj?]. Záměrem skupiny bylo etablovat se, nad nálepku představitelů kvalitativní metodologie, jako odborníci na oblasti života dětí ve škole a jejich vývoj.
Hlavním výstupem z tohoto výzkumu byla monografie Psychický vývoj dítěte od 1. do 5. třídy vydaná v Karolinu v roce 2005 (autoři Dana Bittnerová, David Doubek, Lenka Hříbková, Miroslav Klusák, Miloš Kučera, Markéta Levínská, Jan Slavík, Alena Škaloudová a Ida Viktorová), založená jen na původních datech, uspořádaných nejprve podle jednotlivých ročníků (prvňák, druhák… celkově, v inteligenci, gramotnosti, sociálních vztazích…) a poté podle jednotlivých oblastí vývoje za pět let (inteligence, gramotnost, sociální vztahy…), analogicky jako u amerického klasického vývojového psychologa Arnolda Gesella.
Od vydání monografie o psychickém vývoji už skupina neprovádí společný výzkum. K pokračování v jejích intencích či pod její hlavičkou se hlásí trojice Dana Bittnerová, David Doubek a Markéta Levínská, věnující se dlouhodobě v terénním výzkumu Romům zejména z hlediska jejich vztahu ke škole (Funkce kulturních modelů ve vzdělávání, ERMAT 2011), dále Ida Viktorová v textech o gramotnosti (Od sedmi do jedenácti: Jak děti mladšího školního věku píší literaturu, Karolinum 2009) a táž společně s Irenou Smetáčkovou zkoumající i vztah rodiny a školy (Žákovská knížka: Prostředník komunikace mezi rodinou a školou, Vydavatelství Pedagogické fakulty 2011), taktéž Miroslav Klusák ve svém studiu Jeana Piageta a Miloš Kučera při aplikaci psychoanalýzy (Formy citů: Lacanovská teorie, Karolinum 2008), oba společně pak v tématu her (Dětské hry-games, Karolinum 2010). Stanislav Štech organizuje se studenty sběr poznatkových bilancí po 20 letech.

## Publikační činnost

### Digitalizované publikace
Probíhá digitalizace vybraných publikací, které budou dostupné na domovských stránkách PSŠE Archivováno 15. 12. 2007 na Wayback Machine.
- "Co se v mládí naučíš ..."
- Čeští žáci po deseti letech
- Pedagogická fakulta očima studentů
- Profi-volba z deváté třídy
- Školní etnografie-přehled problematiky
- Takoví jsou jsme
- Typy žáků